# Parade planétaire de 2025

La parade planétaire de 2025 est un alignement des sept planètes dans le ciel depuis la Terre du 16 janvier au 12 mars 2025 : Mercure, Vénus, Mars, Jupiter, Saturne, Uranus et Neptune,. Quatre des planètes — Mars, Jupiter, Saturne et Vénus — sont visibles à l'œil nu au plus fort de l'évènement du 21 au 25 janvier, les autres l'étant avec des jumelles ou une lunette astronomique.
La prochaine parade se produira du 28 mars au 6 avril 2036.